# نمیتشوس
نمیتشوس (به چکی: Nemyčeves) یک منطقهٔ مسکونی در جمهوری چک است که در شهرستان ییچین واقع شده‌است.